# Geher-Länderkampf der Männer 1973 Schweden – BR Deutschland
| 13. Leichtathletik-Länderkampf mit bundesdeutscher Beteiligung 1973 | 13. Leichtathletik-Länderkampf mit bundesdeutscher Beteiligung 1973 |
| ------------------------------------------------------------------- | ------------------------------------------------------------------- |
|                                                                     |                                                                     |
| Geher-Vergleich der Männer: Schweden – BR Deutschland               |                                                                     |
| Austragungsort                                                      | Kiruna                                                              |
| Wettbewerbe                                                         | 2                                                                   |
| Datum                                                               | 1. Juli                                                             |
| 1. FRG 2. SWE                                                       | 25 Punkte 19 Punkte                                                 |
| Chronik                                                             |                                                                     |
| ← SUI-FRG-NLD Str'lauf (M)                                          | FRG-USA/FRG-SUI (M) →                                               |

Der dreizehnte Vergleich des Länderkampfjahres 1973 führte die bundesdeutschen Männer ins schwedische Kiruna. Am 1. Juli traten dort zum dritten und letzten Mal in diesem Jahr die Geher an. Gegen das gegnerische Team aus Schweden hatte es zuvor zwölf Geher-Vergleiche gegeben. In der Zwischenbilanz stand es ausgeglichen sechs zu sechs.

## Wettbewerbe und Modus
Wie gewohnt standen zwei Wettbewerbe auf dem Programm. Allerdings wurde die Veranstaltung für beide Disziplinen nicht wie üblich auf der Straße, sondern auf der Bahn ausgetragen. Wie gewohnt betrug die kürzere Distanz 20.000 Meter. Der Wettkampf der längeren Strecke fand dagegen über zwanzig Meilen (entspricht ca. 32 km) und nicht wie sonst über 35 oder fünfzig Kilometer statt. Jede Nation stellte je Disziplin vier Geher, von denen die drei Besten gewertet wurden. Die Punkte wurden nach folgendem Schema vergeben: 1. Platz: 7 Punkte / 2. Pl.: 5 P / 3. Pl.: 4 P / 4. Pl.: 3 P / …

## Ergebnis
Auf beiden Distanzen lagen bundesdeutsche Geher in der Einzelwertung vorn. Auch die weiteren Platzierungen führten auf beiden Strecken zu knappen Siegen der Bundesrepublik in der Gesamtabrechnung, im 20.000-Meter-Bahngehen mit dreizehn zu neun Punkten und im Wettbewerb über zwanzig Meilen mit zwölf zu zehn Punkten. So setzten sich die bundesdeutschen Geher auch in Kiruna durch, hier mit 25 zu neunzehn Punkten. Damit übernahmen sie in der Bilanz mit sieben zu sechs Erfolgen zum ersten Mal die Führung.

## Legende
Kurze Übersicht zur Bedeutung der Symbolik – so üblicherweise auch in sonstigen Veröffentlichungen verwendet:
| DNF | nicht im Ziel (did not finish) |

## Resultate

### 20.000 m Bahngehen
| Platz | Athlet            | Land | Zeit (h)        |
| ----- | ----------------- | ---- | --------------- |
| 1     | Heinz Mayr        | FRG  | 1:36:38,0       |
| 2     | Hans Tenggren     | SWE  | 1:36:57,4       |
| 3     | Heinrich Schubert | FRG  | 1:37:22,8       |
| 4     | Lennart Lundgren  | SWE  | 1:38:28,8       |
| 5     | Hans Michalski    | FRG  | 1:39:08,0       |
| 6     | Klas Grunnlid     | SWE  | 1:39:52,6       |
| 7     | Klaus Regenbogen  | FRG  | 1:42:00,6       |
| DNF   | Daniel Björkgren  | SWE  | nach etwa 10 km |

### 20 Meilen Bahngehen
| Platz | Athlet             | Land | Zeit (h)        |
| ----- | ------------------ | ---- | --------------- |
| 1     | Gerhard Weidner    | FRG  | 2:36:54,6       |
| 2     | Stefan Ingvarsson  | SWE  | 2:41:52.0       |
| 3     | Leo Frey           | FRG  | 2:45:15,4       |
| 4     | Ove Hemmingsson    | SWE  | 2:45:55,6       |
| 5     | Kare Moen          | SWE  | 2:49:10,6       |
| 6     | Manfred Kolvenbach | FRG  | 2:51:41,4       |
| 7     | Jürgen Schönfeld   | FRG  | 2:52:05,6       |
| DNF   | Örjan Andersson    | SWE  | nach etwa 20 km |